# Émile Massard
Nicolas Émile Massard, dit Émile Massard, né à Arlon le 15 mars 1857 et mort à Paris le 26 janvier 1932, est un journaliste,écrivain et homme politique français, socialiste puis nationaliste.
Après avoir participé très jeune à la Commune de Paris, il devient collaborateur à plusieurs journaux et dirige successivement "La Patrie" et "La Presse". Militant socialiste guesdiste et membre fondateur du Parti ouvrier français (POF) avec Jules Guesde en 1882, il se rallie au boulangisme vers 1888 et devient par la suite une figure de la Ligue des patriotes et de l'antidreyfusisme avant de siéger en tant que nationaliste au conseil municipal de Paris de 1904 à 1932.

## Biographie
Émile Massard (ou Nicolas-Émile Massard) est le fils de l'ingénieur verdunois Nicolas Massard (1821-1890). Ancien directeur du Franc-Parleur de la Meuse sous la Monarchie de Juillet, républicain quarante-huitard exilé après le Coup d’État du 2 décembre 1851, ami de Jean Buvignier, Nicolas Massard rentre en France après l'amnistie de 1859. Capitaine d'artillerie dans la légion Schœlcher pendant la Guerre franco-allemande de 1870, il prend part à la Commune de Paris en 1871.

### Journaliste socialiste guesdiste (1877-1887)
Étudiant en médecine à Paris dans la seconde moitié des années 1870, Émile Massard fréquente les milieux socialistes. Lui et son camarade Gabriel Deville deviennent alors des disciples de Jules Guesde, fondateur de L’Égalité, dont ils intègrent l'équipe dès 1877. L'année suivante, ces militants collectivistes sont arrêtés puis condamnés à plusieurs mois de prison (6 pour Guesde, 2 pour Deville, 1 pour Massard) après avoir tenté de réunir un congrès ouvrier international à l'occasion de l'exposition universelle de Paris.
Devenu journaliste, Massard collabore à plusieurs titres de gauche (Le Bien public d'Yves Guyot, Les Droits de l'Homme de Sigismond Lacroix, Le Citoyen d'Achille Secondigné, L'Action d'Henri Michelin et La Bataille de Lissagaray) avant de suivre ses amis Guesde et Duc-Quercy au Cri du Peuple de Jules Vallès, qui fait du jeune homme son secrétaire de rédaction. « Plus guesdiste que Guesde » et hostile aux théories anarchistes, Massard est toujours aux côtés du tribun marxiste quand celui-ci, entré en profond désaccord avec la libertaire Séverine, quitte le Cri du Peuple en 1887 pour fonder l'éphémère Voie du Peuple.
Massard milite au Parti ouvrier français (POF) de Guesde, qui s'est séparé des possibilistes lors du congrès de Saint-Étienne en 1882. Parmi les causes de cette scission, les opposants à Guesde évoquent des désaccords stratégiques liés à la candidature de Massard à Châtellerault lors des législatives de 1881 (Massard n'y a obtenu que 188 voix, très loin derrière le député opportuniste sortant, Alfred Hérault, réélu avec 9.818 voix).
En 1880, Émile Massard a épousé Antoinette Watrinelle (1860-1938), fille d'un ami de son père, le sculpteur meusien Antoine Watrinelle. Leur fils, Armand Massard (Armand-Émile-Nicolas Massard, 1884-1971), sera champion olympique d'escrime.

### Du boulangisme au nationalisme (1888-1902)
Après l'échec de La Voie du Peuple en 1887, Émile Massard semble avoir pris ses distances avec le guesdisme. Pendant quelque temps, il tient à Auxerre un journal de tendance radicale et révisionniste, Le Radical de l'Yonne, avant de prendre la direction du Patriote de l'Yonne en 1888 puis d'entrer comme secrétaire de rédaction à La Presse de Georges Laguerre (dont il prendra la direction quelques années plus tard). Cette conversion de Massard au boulangisme s'explique en grande partie par son statut de réserviste (il est sous-lieutenant de réserve depuis 1884), qui l'a éloigné de l'internationalisme marxiste et l'a rapproché du patriotisme cocardier que revendique alors une partie de l'extrême-gauche sous la direction du général Boulanger. À l'issue de cette évolution, il rejoindra les rangs des nationalistes antidreyfusards.
Lors des élections législatives de 1889, Massard est investi par le Comité national républicain (boulangiste) pour aller affronter le radical Édouard Lockroy dans la deuxième circonscription du XIe arrondissement de Paris. Il y est notamment soutenu par le blanquiste Boulé,. Arrivé second au premier tour (avec 4.899 voix, contre 6.598 à Lockroy et 1.460 au possibiliste Chausse), il est battu au second tour (avec 5.320 voix contre 7.911 à Lockroy). L'année suivante, à l'occasion des élections municipales, il est à nouveau candidat boulangiste dans le XIe arrondissement (quartier Sainte-Marguerite). Arrivé en tête au premier tour (avec 2.258 voix), il est battu la semaine suivante à cause du désistement de plusieurs candidats anti-boulangistes en faveur du radical Petitjean, qui est ainsi élu par 3.253 voix contre 2.322. Massard retente sa chance, comme « révisionniste », aux municipales de 1893, mais cette fois-ci dans le quartier de la Santé (14e arrondissement), où il est battu dès le premier tour, n'ayant réuni que 277 suffrages face au sortant radical-socialiste Émile Dubois, réélu avec 811 voix.
Collaborateur de La France militaire, du Gil Blas (sous le pseudonyme du « colonel de Vandières »), auteur d'ouvrages nationalistes (notamment en collaboration avec son ami le commandant Octave Biot, rédacteur à La Libre Parole), rédacteur en chef de L’Écho de l'Armée, Massard devient en 1896 le premier président du syndicat de la presse militaire. La même année, le propriétaire de La Presse, Jules Jaluzot le nomme à la direction de La Patrie, ancien journal bonapartiste reconverti en « organe de la défense nationale », avec pour rédacteur en chef l'ancien boulangiste antisémite Lucien Millevoye. Farouchement antidreyfusarde, La Patrie est « pour l'Armée ce que La Croix est pour l’Église ».

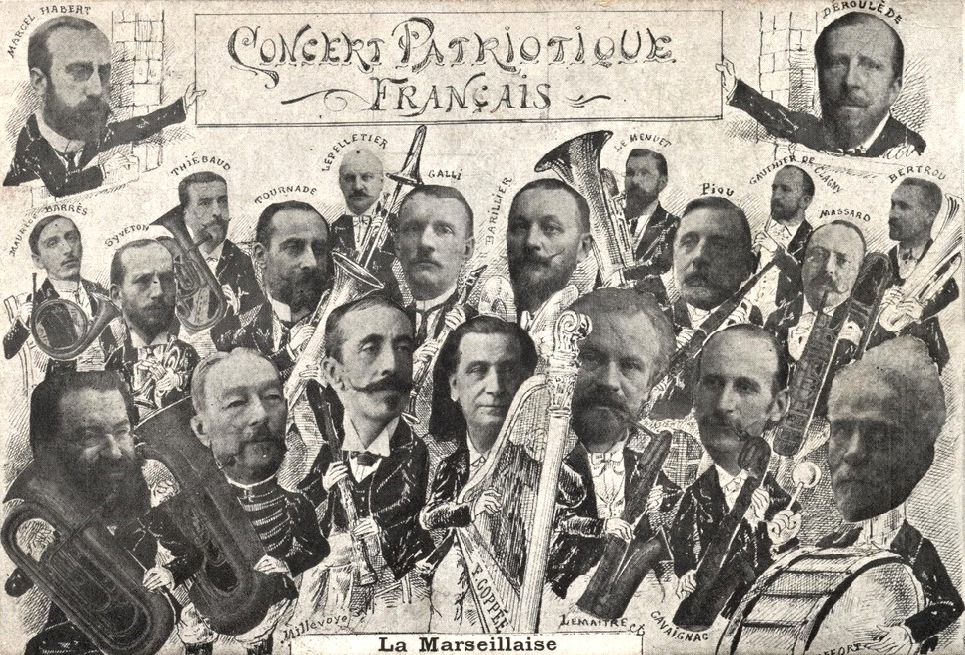
Carte postale (vers 1900) avec un photomontage des principaux hommes politiques nationalistes et antidreyfusards. Massard est au deuxième rang, à droite.

Lors des législatives de mai 1902, Massard se présente comme nationaliste dans la deuxième circonscription du 14e arrondissement contre le député sortant, Dubois, qu'il avait déjà affronté aux municipales de 1893. Or, Massard est concurrencé par deux autres nationalistes, l'ancien député boulangiste Henri Michelin et un certain Charles Andriveau, qui bénéficie de l'investiture de la LPF présidée par Jules Lemaître. Face à ce dernier rival, Massard n'hésite pas à écrire à Jules Girard pour demander aux agitateurs antisémites du Grand Occident de France (qu'il avait soutenus lors du siège du Fort Chabrol) d'aller perturber une réunion publique de son rival. Arrivé troisième à l'issue du premier tour (avec 1.511 voix), Massard se désiste finalement en faveur d'Andriveau, qui est cependant battu par Dubois au second tour.

### Élu nationaliste (1904-1932)

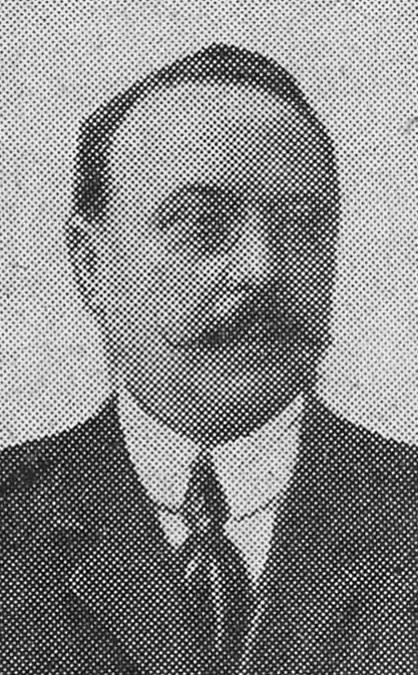
Émile Massard, conseiller municipal du quartier de la Plaine-Monceau (photographie de 1911).

Lors des municipales de 1904, il se présente dans le quartier de la Plaine-Monceau (XVIIe arrondissement) avec le soutien du conseiller nationaliste sortant, Paul Pugliesi-Conti, et, cette fois-ci, de la LPF. Arrivé en tête du premier tour avec 2.518 voix (contre 1.817 au radical Beurdeley fils), il bénéficie du désistement de deux autres candidats nationalistes, le libéral Denonvilliers et le bonapartiste Vanucci, et remporte l'élection au second tour (avec 3.123 voix contre 2.096). Réélu à chaque scrutin, il siège à l'hôtel de ville pendant vingt-huit ans. Vice-président du conseil municipal et du conseil général, rapporteur du budget de la Préfecture de police, président pendant dix ans de la 2e commission, membre de la Commission du Vieux Paris, il s'occupe, entre autres, de la réglementation du trafic.
Pendant la Première Guerre mondiale, le capitaine de réserve Émile Massard reprend volontairement du service, devenant en 1917 commandant du quartier général du Gouvernement militaire, ce qui lui vaudra la Croix de guerre. En 1929, il est promu commandeur de la Légion d'honneur, distinction qui s'ajoute à de nombreuses autres (officier d'Académie depuis 1896, commandeur du Nichan Iftikhar depuis 1899, chevalier ou officier de plusieurs autres ordres étrangers ou coloniaux).
En mai 1920, il est nommé membre du comité directeur de la Ligue des patriotes présidée par Maurice Barrès.
Mort en 1932, Émile Massard est inhumé au cimetière de Montrouge. Les électeurs de la Plaine-Monceau le remplacent par son propre fils, Armand.
Alors qu’Émile Massard avait fait voter en 1904 une délibération prévoyant un délai de cinq ans entre le décès d'une personnalité et l'entrée de celle-ci dans l'odonymie parisienne, le conseil municipal lui rend hommage à peine un an après sa mort en donnant son nom à une portion de l'avenue Brunetière. Depuis 1977, cette voie est nommée avenue Émile-et-Armand-Massard.

## Publications
- La France et la Russie contre la Triple alliance : grand récit patriotique et militaire, en collaboration avec Octave Biot, A. Fayard, Paris, 1892
- Les espionnes à Paris, Albin Michel, Paris, 1922
- Les espions à Paris, Albin Michel, Paris,1923
- Pierre Coignard ou Le forçat-colonel : roman vécu sous la Restauration, en collaboration avec Gustave Dallier, Albin Michel, Paris, 1924